# Organización Interuniversitaria Lésbica y Gay
La Organización Interuniversitaria Lésbica y Gay (en turco Üniversitelerarası Lezbiyen ve Gey Topluluğu - LEGATO) es una organización LGBT turca dirigida a estudiantes universitarios. Es la organizcación LGBT más grande de Turquía.

## Historia
La idea de reunir a los estudiantes universitarios homosexuales tuvo su inicio en 1996 en Ankara. Poco después se le dio el nombre de LEGATO (LEzbiyenGAyTOpluluğu). En 1997 el grupo, inspirado por METTU, abrió otra sede en la Universidad Hacettepe. En los primeros años, LEGATO participó en muchas actividades relacionadas con el movimiento LGBT, como la organización de stands de información  en los festivales de primavera, reuniones semanales, pase de películas, distribución de pósteres, etc. Gracias a estas actividades, los universitarios fueron ganando consciencia de la comunidad gay y lésbica. Sin embargo, ser miembro o dirigente de la organización hacía casi imposible la consecución del título universitario.
Tras dos años de silencio, con el ejemplo y el apoyo del grupo GayAnkara, LEGATO volvió a la actividad. Como un primer paso, el 28 de junio de 2000, se crearon listas de correo electrónico en 23 universidades (eran 84 en 2006).
LEGATO comenzó a extenderse desde Ankara a Estambul, comenzando en la Universidad Boğaziçi. Pronto se organizaron reuniones en el campus, se creó una página de internet y el grupo se involucró en diversas actividades culturales.
El 20 de diciembre de 2000, las diferentes sedes de LEGATO comenzaron a organizarse, creando la Legato Ortakliste («Lista unificada de Legato»), y el 10 de enero de 2001, todas las sedes de Estambul (más de 60) realizaron una gran reunión. El 19 de enero de 2002 ninguna de las universidades era capaz de mantener el nivel de participación de forma individual, por lo que, para mantener la continuidad, se decidió fusionar todas las sedes de LEGATO en Estambul en un solo grupo. A partir de ese momento, LEGATO se ha convertido en una organización más estructurada y rápida. Compuesta de estudiantes, graduados y académicos, la asociación es posiblemente la mayor de Turquía y la más activa.

## Fines
- Reunir a los estudiantes universitarios LGBT.
- Educar a la comunidad turca sobre la homosexualidad.
- Perseguir la homofobia.
- Mantener contactos entre los estudiantes universitarios homosexuales.
- Apoyar a los estudiantes universitarios durante su estancia en la universidad.

## Algunas actividades de LEGATO
- Participación en el 7º encuentro de estudiantes de sociología.
- Caseta LGBT en el festival de música H2000.
- Proyecto cuestionando la sexualidad - caseta/panel en la Universidad Sabancı.
- Festivales de Primavera - caseta/paneles LGBT en las universidades Hacettepe y Boğaziçi.
- Conferencia sobre la homofobia - caseta/paneles en la Universidad Bilgi de Estambul
- Pícnic tradicional LEGATO en la Anadolu Kavağı en Estambul.
- Encuentro de ILGA-Europe en Lisboa, Portugal.
- Encuentro LEGATO del 28 de octubre de 2002 en Estambul.
- Protestas antibélicas en Estambul y Ankara.
- Marcha del orgullo LGBT del 1 de mayo en Estambul.
- Paso de cine LEGATO de Cahil Periler.
- 1ª fiesta LEGATO el 14 de diciembre de 2002 en el Mor café/bar, Estambul.
- 2ª fiesta LEGATO el 18 de febrero de 2003 en Douche Pera, Estambul.
- 3ª fiesta LEGATO el 28 de abril de 2003 en Love Dance Point, Estambul.
- Festival de primavera Mimar Sinan en Estambul.
- Festival de primavera METU en Ankara.
- Simposio sobre la violencia y la discriminación dirigida a los homosexuales en la Universidad Bilgi de Estambul.
- Informa en la revista Boğaziçi de la Federación de graduados de la Universidad Boğaziçi.
- Informe periodístico en Radikal
- Informe periodístico en Sabah